# ファーディナンド・ド・ロスチャイルド
ファーディナンド・ジェームズ・ド・ロスチャイルド男爵（英語: Baron Ferdinand James de Rothschild、1839年12月17日 -  1898年12月17日）は、オーストリア出身のイギリスの政治家、地主。
ウィーン・ロートシルト家（英語読みでロスチャイルド家）に生まれたが、イギリスに移住・帰化し、同国で庶民院議員を務めた。愛称はファーディ。

## 経歴
1839年12月17日、ウィーン・ロートシルト家第2代当主アンゼルム・フォン・ロートシルト男爵とその夫人シャルロッテ（ロンドン家の祖ネイサン・メイアー・ロスチャイルドの長女）の間の三男としてフランス・パリに生まれる。
ウィーンで教育を受けたが、1860年にイギリスに移住し、イギリス臣民となる。
1865年にロンドン・ロスチャイルド家第2代当主ライオネル・ド・ロスチャイルド男爵の娘であるイヴェリナ（ファーディナンドの従姉にあたる）と結婚したが、彼女はその翌年に死去してしまった。ファーディナンドは亡き妻を記念してロンドンのサウスワーク・ブリッジ・ロードにイヴェリナ・ロンドン小児科病院を建設して寄付した。

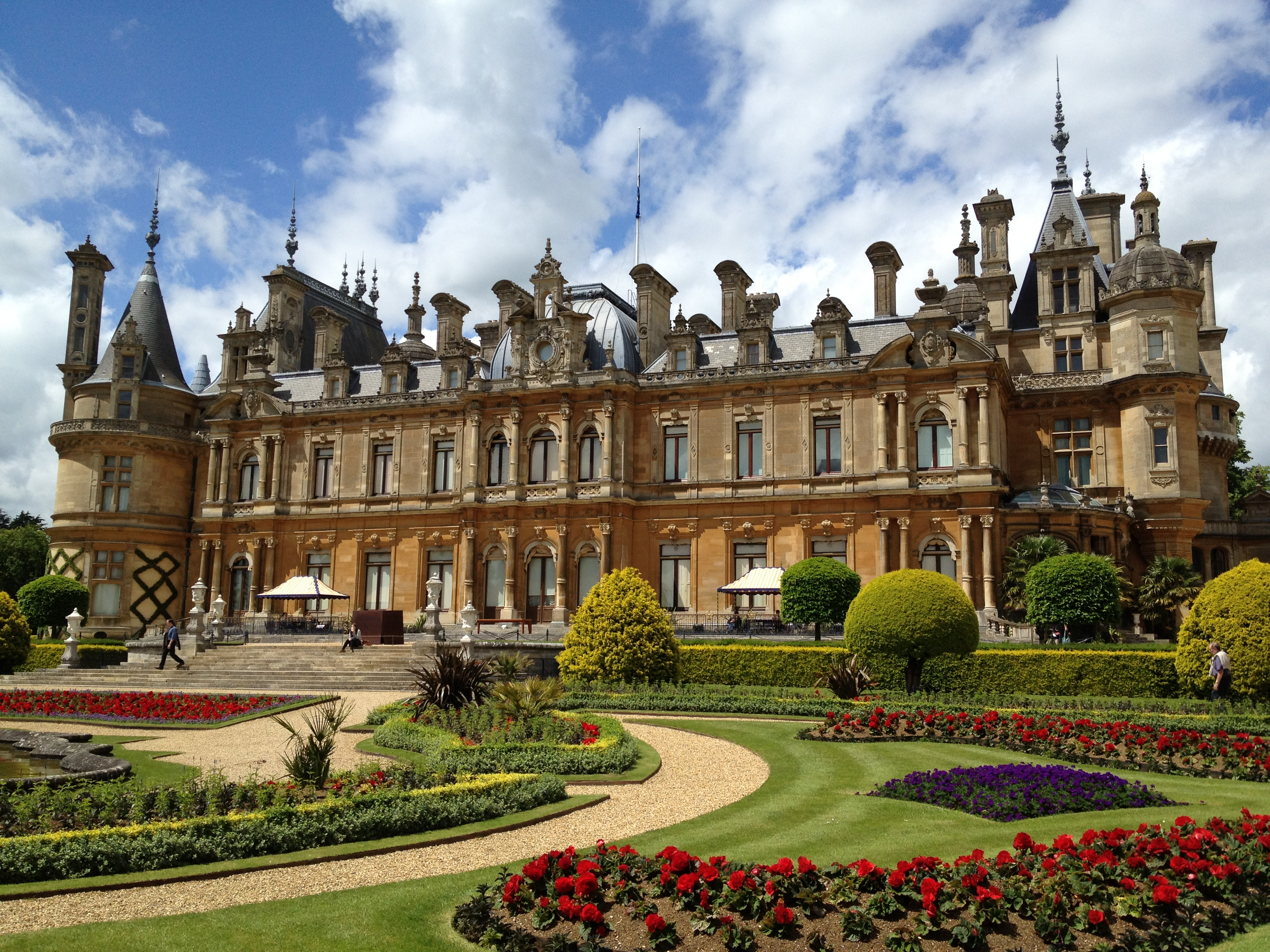
ファーディが建てた豪邸ワデスドン・マナー。

バッキンガムシャーのロッジヒル（Lodge Hill）とその周辺の景色を気にいったファーディは、このあたり一帯の1080ヘクタールの土地を第7代マールバラ公爵ジョン・スペンサー＝チャーチルから買い取り、金に糸目を付けず、ここを更なる眺望絶佳の土地にするための大改築作業を行った。鉄道を敷設して様々な資材を運べるようにしたのを手始めに、排水や灌漑の整備、植樹、彫刻の設置、邪魔になる丘の削り取り、荒地の公園化などを行っていき、イングランド最大の絶景を人工的に創造した。最後にワデスドンにルネッサンス様式の華麗な豪邸を建設して一連の事業を完成させた。この邸宅はワデスドン・マナーと名付けられた。
1883年にはバッキンガムシャー州長官に就任。
1885年に庶民院議員サー・ナサニエル・ロスチャイルド准男爵（ライオネルの長男）の叙爵（貴族院入り）に伴うアリスバーリー選挙区の補欠選挙にロスチャイルド家の地盤を引き継ぐ形で、自由党候補として出馬し、当選を果たした。死去するまで庶民院議員を務める。
1896年2月には大英博物館の管理人に選ばれ、死去まで務めた。
1898年12月17日、59歳の誕生日にワデスドンで死去した。生没同日であった。

## 人物
せっかちな性格だったといい、思い立つと慌ただしい日程でも強引にパーティーを開催した。そのため招待された婦人客たちの中にはパーティーのために新調するドレスが間に合わない者が多かった。ファーディはそのたびにお詫びとして彼女らに次のパーティーのための新調ドレス費をおごってあげるのだった。
慈善事業も惜しみなく行った。毎年クリスマスにはロンドン中の乗合馬車従業員にキジを一対送っていた。馬車の御者たちはこれに感謝し、ロスチャイルド家の競馬の色である青と黄色のリボンを鞭につけたという。
ロスチャイルド家の中でも屈指のコレクターであり、ルネッサンス様式の様々な芸術品やフランス語の書籍などを集めた。
熱心に園芸に取り組んだことでも知られる。なかでも洋ランへの関心が強く、ワデスドン・マナーに建設した温室のうちいくつかは様々なランで満たされていたという。また洋ランの一種パフィオペディルム・ロスチャイルディアナムに献名されている。